# 雪山坑溪野生動物重要棲息環境
雪山坑溪野生動物重要棲息環境位於臺灣苗栗縣，為依據《野生動物保育法》公告之野生動物重要棲息環境，以保護區域內之牛樟母樹林、原始闊葉林及其他動物資源。東面緊臨雪霸國家公園，南端位於苗栗縣與台中市之縣市交界，區域內的牛樟群聚區為台灣最大。1975年已劃定其中面積7.8公頃，選定35株優勢木作為牛樟母樹林，至1992年設立雪山坑溪自然保護區並於2000年再次公告。
本區名為雪山坑溪野生動物重要棲息環境，林業人員可經由雪山坑溪林道進入，但雪山坑溪位於臺中市和平區，保護區域則在苗栗縣泰安鄉的麻必浩溪集水區範圍內。